# Alprazolam
L'alprazolam è un ansiolitico appartenente alla famiglia delle benzodiazepine, più precisamente una triazolobenzodiazepina, a breve durata d'azione che viene usato contro gli attacchi di panico e diversi disturbi d'ansia.
In Italia il farmaco è commercializzato da varie case farmaceutiche con vari nomi commerciali come Xanax, Frontal, Valeans, ma anche come farmaco equivalente. La molecola venne scoperta nei centri di ricerca Upjohn negli anni 70.
Nel 1981 è stato approvato dalla Food and Drug Administration per l'uso in persone che soffrono di ansia o di disturbo di panico.

## Farmacodinamica
Il composto è in grado di legarsi a livello del sistema nervoso centrale, specificamente al sito recettoriale GABAA, proprio delle benzodiazepine, potenziando l'attività dell'acido γ-amminobutirrico (GABA), un neurotrasmettitore con una tipica azione di tipo inibitorio, causando pertanto una riduzione dell'eccitazione neuronale.
Il recettore GABAA è composto da 5 subunità (anche se probabilmente ne sono possibili almeno 19), e recettori GABAA costituiti di diverse combinazioni di subunità hanno proprietà diverse, differenti localizzazioni all'interno del cervello e, soprattutto, diverse attività in relazione alle benzodiazepine. Le benzodiazepine, in particolare alprazolam, provocano una marcata soppressione dell'asse ipotalamo-surrene.
Le proprietà terapeutiche di alprazolam sono simili a quelle di altre benzodiazepine e comprendono attività ansiolitica, ipnotica, anticonvulsivante, miorilassante, sedativa e amnesica.
Si è dimostrato che con la somministrazione di alprazolam si verifica un incremento delle concentrazioni di dopamina a livello del corpo striato.

## Farmacocinetica

I principali metaboliti di alprazolam sono il 4-idrossi-alprazolam (in alto) e l'α-idrossi-alprazolam (in basso).

Dopo somministrazione per via orale l'alprazolam viene assorbito rapidamente dal tratto gastroenterico. La concentrazione plasmatica di picco (Cmax) viene raggiunta entro 1-2 ore dopo l'assunzione. I livelli plasmatici che vengono raggiunti sono proporzionali alle dosi somministrate. L'emivita media del composto, rilevata in volontari adulti sani, è pari a 11,2 ore (con un intervallo compreso tra poco più di 6 e 26,9 ore). Studi eseguiti in vitro hanno mostrato che l'alprazolam è legato per circa l'80% alle proteine plasmatiche umane, e in gran parte alla albumina sierica.
L'alprazolam è ampiamente metabolizzato nell'organismo umano, in particolare grazie al citocromo P450 3A4 (CYP3A4). 
I principali metaboliti sono il 4-idrossi-alprazolam e l'α-idrossi-alprazolam (la cui attività biologica è pari a circa la metà del composto originario). Inoltre nell'essere umano è stata dosata la presenza di un benzofenone, biologicamente inattivo. Le emivite dei metaboliti sono sovrapponibili a quella del composto progenitore.
L'alprazolam e i suoi principali metaboliti sono eliminati dall'organismo principalmente attraverso l'emuntorio renale.

## Usi clinici

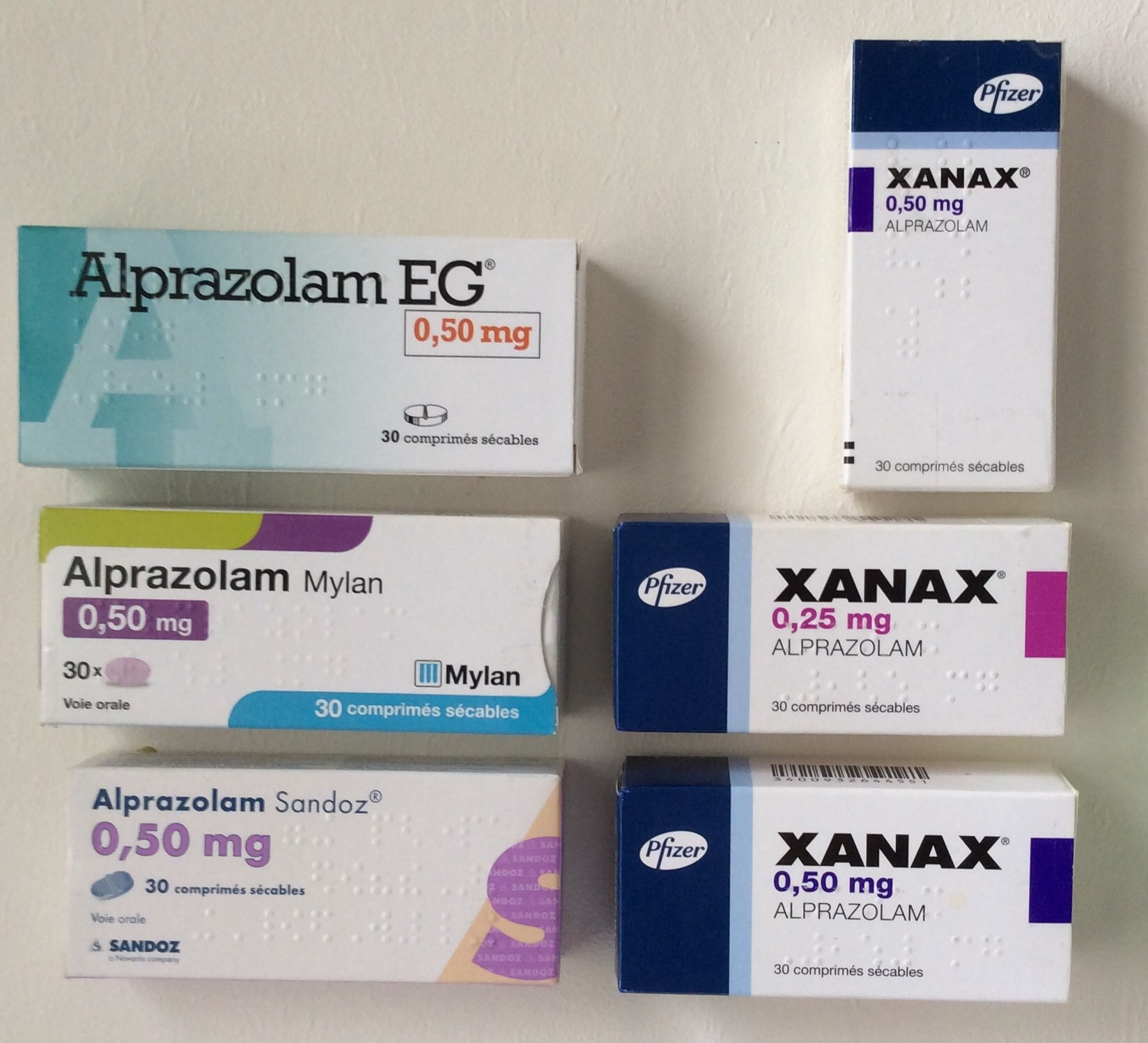
Confezioni di Xanax

Alprazolam può essere utilizzato per il trattamento dell'insonnia, dei disturbi d'ansia, disturbi di panico, e la nausea secondaria a un trattamento chemioterapico.
Alprazolam può essere indicato per il trattamento del disturbo d'ansia generalizzato, così come per il trattamento delle condizioni di ansia che si possono associare alla depressione. Il composto è spesso prescritto nei soggetti che soffrono di diversi disturbi del sonno.

### Nausea dovuta a chemioterapia
Alprazolam può essere usato in associazione ad altri medicamenti (ad esempio granisetron) per trattare la nausea e il vomito dovuti a trattamenti chemioterapici.

### Disturbo da attacchi di panico

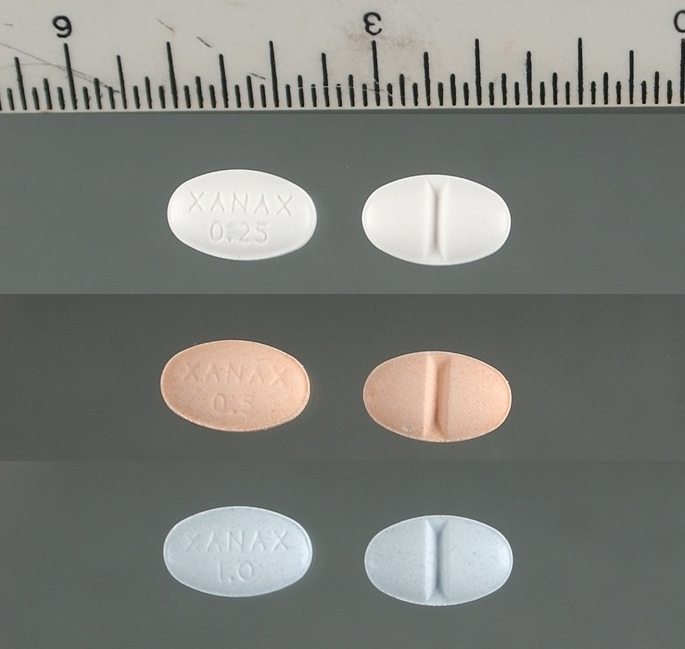
Compresse di Alprazolam: l'immagine riporta le differenti colorazioni delle compresse di Xanax in base al dosaggio, dall'alto in basso da 0,25, 0,5 e 1 mg.

Alprazolam è risultato efficace nel trattare l'ansia da moderata a grave e gli attacchi di panico. Non viene comunque considerato un trattamento di prima linea da quando sono stati sviluppati gli inibitori selettivi della ricaptazione della serotonina. In alcuni paesi, ad esempio in Australia, alprazolam non viene più raccomandato per il trattamento degli attacchi di panico per i problemi di tolleranza, dipendenza e abuso a esso associati. Il farmaco è stato oggetto di abuso anche da parte di soggetti con dipendenza da oppioidi.
In situazioni di emergenza, cioè durante l'attacco di panico, il farmaco assunto in dosi opportune (25 gocce) sublinguali entro 30 minuti può risolvere la situazione. È consigliato assumere la terapia prescritta in modo regolare. In casi di somatizzazioni corporee, ai primi sintomi, è opportuno assumere il farmaco prima che l'attacco di panico si possa aggravare. Una corretta assunzione può evitare che l'attacco di panico prenda totalmente il controllo. In linea generale, l'assunzione deve avvenire non appena si manifestano i primi sintomi ormai riconosciuti. Tuttavia non va dimenticato che l'attacco di panico, per sua definizione, è autolimitante nel tempo. Le prove di evidenza, a sostegno dell'efficacia nel trattamento del disturbo di panico, sono limitate a trattamenti variabili da 4 a 10 settimane.
Tuttavia molti soggetti affetti da disturbo di panico sono stati trattati per un massimo di 8 mesi senza apparente perdita di beneficio. A causa della possibile dipendenza dal farmaco, come per le altre benzodiazepine, è importante la sospensione graduale del medicamento, in modo da portare, entro due settimane, alla completa interruzione della terapia. La tolleranza (bisogno di aumentare la dose per continuare a sentire gli effetti della sostanza), insieme alla possibile dipendenza risultano essere i principali ostacoli delle benzodiazepine. Negli Stati Uniti e in molti altri paesi, l'alprazolam è stato approvato per il trattamento dell'agorafobia associata ad attacchi di panico o del disturbo da attacchi di panico con o senza evitamento fobico. Alprazolam è stato raccomandato dalla Federazione Mondiale delle Società di Psichiatria Biologica (WFSBP) per i casi resistenti al trattamento del disturbo di panico, a patto che il paziente non abbia una storia personale di tolleranza e dipendenza.

### Disturbi d'ansia
Lo stato d'ansia che spesso si associa alla depressione è sensibile al trattamento con alprazolam. Le evidenze di efficacia derivano da studi clinici sistematici che però si limitano a 4 mesi di durata di trattamento per il disturbo d'ansia. Inoltre gli studi e le ricerche effettuate sulle proprietà antidepressive di alprazolam sono piuttosto eterogenee e di scarsa qualità e si sono limitate a valutare gli effetti a breve termine del farmaco contro la depressione. 
In uno studio i pazienti che assumevano alprazolam a dosaggi elevati hanno sviluppato una sindrome depressiva, fortunatamente reversibile. Negli Stati Uniti l'alprazolam è stato approvato dalla Food and Drug Administration (FDA) per la gestione dei disturbi d'ansia (una condizione sostanzialmente corrispondente a quella che nel Manuale Diagnostico e Statistico DSM-5 viene classificata come disturbo d'ansia generalizzata) o per il sollievo a breve termine dei sintomi di ansia. Nel Regno Unito, l'alprazolam è raccomandato per il trattamento a breve termine (2-4 settimane) dello stato di grave ansia acuta.

### Off label
Il farmaco è spesso utilizzato per attenuare le sindromi da sospensione di utilizzo (astinenza) di alcuni antidepressivi sertralina, paroxetina, imipramina, amitriptilina.

## Effetti collaterali e indesiderati
Gli effetti avversi associati all'assunzione dell'ansiolitico tendono a osservarsi prevalentemente all'inizio del trattamento. Sono generalmente transitori e, nella gran parte dei casi, si risolvono proseguendo la terapia, avendo eventualmente l'accortezza di ridurre le dosi.
Nei soggetti in trattamento è possibile che si verifichino disturbi a carico dell'apparato gastroenterico (diminuzione dell'appetito, dispepsia, secchezza delle fauci, nausea, vomito, stipsi, meteorismo), disturbi psichiatrici e del sistema nervoso (eccessiva sonnolenza diurna, atassia, cefalea, amnesia anterograda, affaticabilità, perdita di coordinazione motoria, vertigine, difficoltà nell'eloquio, confusione mentale, irrequietezza motoria e alterazione dell'umore, idee suicide). Il farmaco può determinare anche altri effetti quali disinibizione, ittero (evento molto raro).
Come tutte le altre benzodiazepine spesso si verifica l'effetto rebound (da rimbalzo): in caso di brusca sospensione di esse o comunque interrompendone l'assunzione potrebbero ritornare i sintomi per le quali sono state assunte, spesso anche in maniera più marcata.

## Controindicazioni
Il farmaco è controindicato nei soggetti con ipersensibilità nota al principio attivo, ad altre benzodiazepine, oppure a uno qualsiasi degli eccipienti contenuti nella formulazione farmaceutica.
Particolare cautela deve essere riservata al suo utilizzo in alcune categorie di pazienti, quali gli anziani e i soggetti con precedenti di dipendenza da sostanze o disturbi di tipo psichico, per la maggiore frequenza con cui si possono verificare eventi avversi o problemi di abuso.

## Gravidanza e allattamento
Studi eseguiti su diverse benzodiazepine hanno evidenziato i potenziali rischi di malformazioni congenite. Per questo motivo l'uso di alprazolam viene sconsigliato nel primo trimestre di gravidanza. L'assunzione di alprazolam durante l'ultimo periodo della gravidanza o durante il travaglio, soprattutto a dosi elevate, può indurre nel neonato ipotermia, ipotonia muscolare e moderata depressione respiratoria. Inoltre i neonati nati da madri in terapia cronica con benzodiazepine durante le fasi terminali della gravidanza possono sviluppare dipendenza fisica e possono presentare un rischio maggiore di sviluppare una sindrome da astinenza nel periodo postnatale (floppy infant syndrome) caratterizzata da basso indice di Apgar, tremori, bradicardia, ipertonia, iperiflessia, diarrea, vomito, tachipnea, cianosi, pianto irrefrenabile. Questa sintomatologia può insorgere entro alcuni giorni o settimane dal parto e la durata dipende dall'emivita della benzodiazepina, dalla concentrazione plasmatica nel neonato e dal tempo di esposizione. La riduzione graduale del dosaggio della benzodiazepina prima del parto riduce il rischio di sindrome simil-astinenziale nel neonato.
Secondo la Food and Drug Administration (FDA) l'alprazolam non è un farmaco controindicato in senso assoluto in gravidanza (il potenziale beneficio dovuto all'uso dell'alprazolam nelle donne in gravidanza può essere accettabile nonostante il rischio potenziale), ma il suo impiego deve essere giustificato da condizioni cliniche per le quali non siano disponibili trattamenti alternativi a quello farmacologico. Nel caso si rendesse necessario l'impiego di alprazolam nel primo trimestre di gravidanza viene generalmente raccomandata l'esecuzione di un'ecografia morfologica alla ventesima settimana, periodo in cui è possibile indagare le caratteristiche del viso del feto e rilevare eventuali malformazioni. Nel caso non sia possibile sospendere la somministrazione della benzodiazepina durante la gravidanza, si raccomanda la contemporanea assunzione di acido folico (4 mg/die), vitamina che esplica un effetto protettivo verso malformazioni a carico del tubo neurale (spina bifida) e della bocca (labio e palatoschisi).
Le benzodiazepine non dovrebbero essere somministrate nelle mamme che allattano poiché vengono escrete nel latte materno. Se l'assunzione dell'alprazolam è intermittente, esiste un piccolo rischio per il neonato, mentre un uso regolare può causare l'accumulo del farmaco e dei suoi metaboliti. In uno studio sulla distribuzione di alprazolam nel latte materno di 8 madri che allattavano al seno è stato stimata che una quota pari a circa il 3% della dose assunta dalla madre può essere ingerita dall'infante. 
È stato inoltre riportato il caso di una sindrome d'astinenza in un neonato allattato al seno materno, dopo la sospensione del trattamento farmacologico da parte della madre.

## Interazioni
- Inibitori del CYP3A4 (cimetidina, eritromicina, fluoxetina, fluvoxamina, itraconazolo, ketoconazolo, nefazodone, propossifene, ritonavir): la contemporanea somministrazione di queste sostanze e alprazolam può rallentare la clearance epatica di quest'ultimo[27][28] e determinare un eccessivo accumulo della benzodiazepina.[29][30]
- Imipramina e desipramina: la co-somministrazione con alprazolam può aumentare le concentrazioni plasmatiche degli antidepressivi, mediamente del 31% e del 20%, rispettivamente.[31]
- Contraccettivi orali: la terapia di associazione con alprazolam riduce la clearance dell'ansiolitico e pertanto può portarne a un aumento dei livelli plasmatici e a un suo accumulo.[32]
- Erbe medicinali: è necessaria particolare cautela nella contemporanea somministrazione di alprazolam, e delle benzodiazepine in generale, con alcune erbe medicinali (kava, valeriana, passiflora, luppolo), poiché alcuni studi ne hanno evidenziato interazioni nocive.[33][34]
- Alcol: è necessario evitare l'assunzione contemporanea, perché potenzia gli effetti sedativi e ipnotici, oltre alla depressione del SNC, potendo causare depressione respiratoria. Facilita inoltre l'insorgenza del coma etilico.[35]